# Commutador (motor elèctric)
|  | No s'ha de confondre amb Col·lector (motor elèctric). |

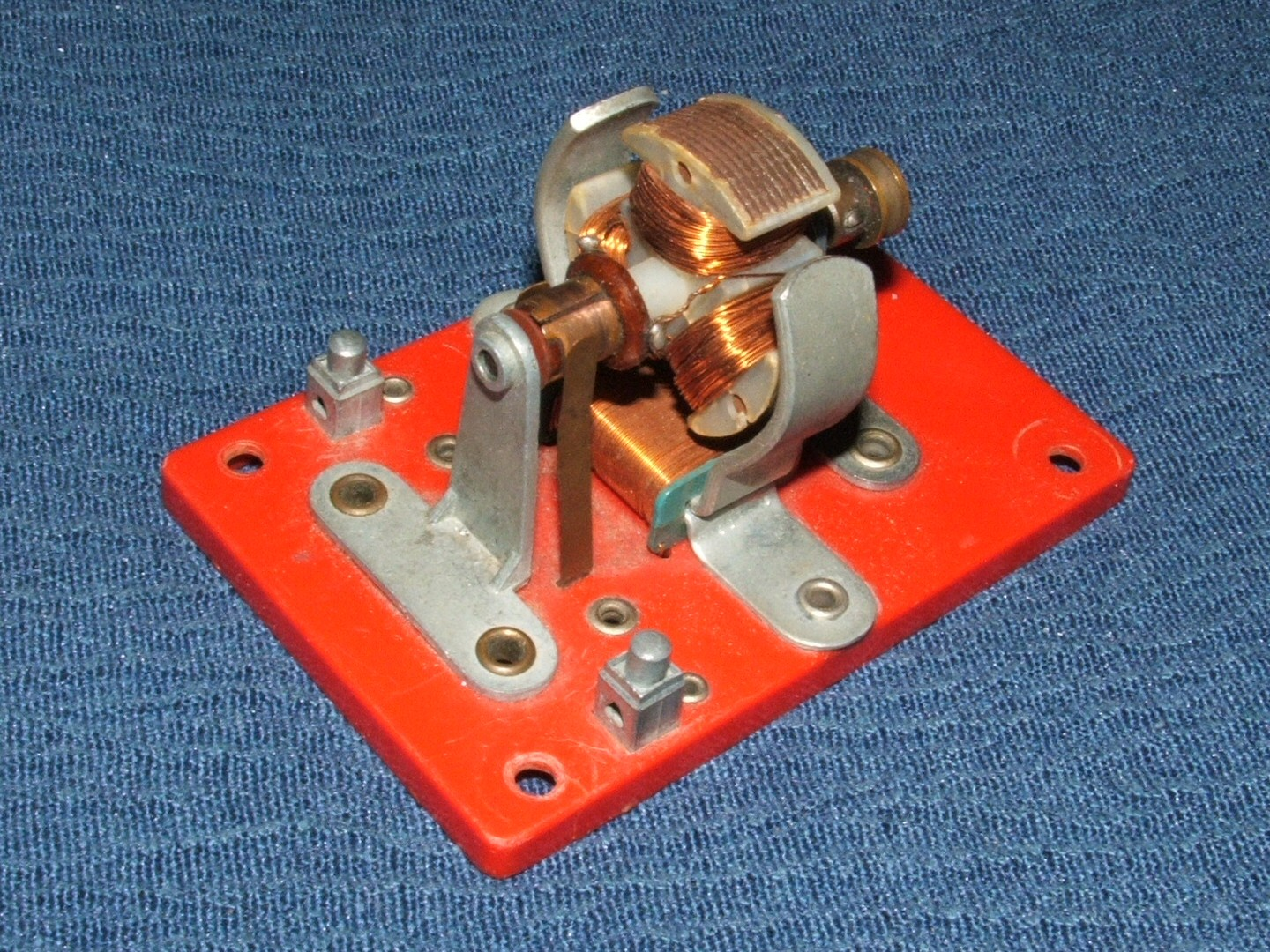
Motor elèctric amb commutador

Un commutador d'un motor elèctric és un interruptor rotatiu que porten certs tipus de generadors i motors elèctrics que canvien periòdicament la direcció del corrent en el rotor, canviant l'orientació relativa del camp magnètic entre el rotor i l'estator. En un motor, canvia la ubicació del camp magnètic al rotor, i en un generador, rep l'energia de forma similar.
Com a interruptor, té una llarga vida útil excepcional, tenint en compte el nombre d'obertures i tancaments que ocorren en operació normal. La primera màquina de corrent continu amb commutador va ser creada per Hippolyte Pixii en 1832, basat en un suggeriment d'André-Marie Ampère.

## Principi de funcionament

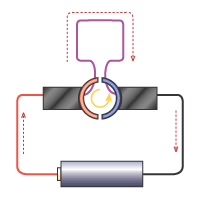
Exemple d´un commutador rotatiu.

El commutador d'un motor elèctric és un element comú a les màquines rotatives de corrent continu.
- En un rotor d'una sola bobina (dues delgues, com el de la imatge) en anar invertint l'alimentació de corrent, a la bobina en moviment del rotor, s'inverteix el camp magnètic fet que genera una força constant rotativa (en forma de parell ) que el fa girar.
- En un rotor de varies bobines (n delgues) en canviar l'alimentació de corrent a "la bobina adjacent" del rotor, es fa girar el camp magnètic la qual cosa genera una força constant en forma de parell que el fa girar en aquest sentit.
- En un generador, en canviar la connexió de cada bobina, recull un corrent continu unidireccional, que des del mateix commutador se subministra al circuit extern.